# 아일랜드 가든
아일랜드 가든(영어: Island Garden)는 미국 뉴욕주 웨스트 헴스테드에 위치한 실내 경기장이다. 과거 ABA 뉴욕 네츠의 홈경기장으로 사용했다.